# Modbus
Modbus – protokół komunikacyjny stworzony przez firmę Modicon. Służy do komunikacji z programowalnymi kontrolerami tej firmy, a także innych producentów. Umożliwia zarządzanie siecią takich urządzeń jak np. system sterowania temperatury i wilgotności. Powstały wersje dla portu szeregowego i dla sieci IP. W sieciach IP używany jest protokół TCP na porcie 502. Modbus jest protokołem typu Client-Server.

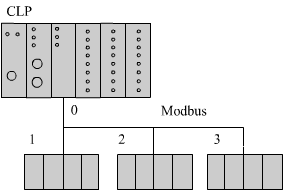
Modbus - struktura systemu

Modbus został stworzony w 1979r. przez firmę Modicon. Firma ta została przejęta przez Schneider Electric. Modbus jest obecnie standardem otwartym, co przyczyniło się do dużego rozpowszechnienia standardu. Początkowo działał poprzez port szeregowy RS-232  lecz wraz z rozwojem protokołu możliwe było wykorzystanie RS-485, co pozwalało na zwiększenie prędkości transmisji.

## Modbus ASCII
Ramka komunikacji w trybie ASCII
| : | Adres | Adres | Kod funkcji | Kod funkcji | Dane | Dane | Dane | Suma kontrolna | Suma kontrolna | CR | LF |
| - | ----- | ----- | ----------- | ----------- | ---- | ---- | ---- | -------------- | -------------- | -- | -- |
|   |       |       |             |             |      | ...  |      |                |                |    |    |

- bajty są wysyłane szesnastkowo (po dwa znaki ASCII)
- odstępy pomiędzy kolejnymi znakami ramki < 1s

## Modbus RTU
Ramka komunikacji w trybie RTU
| Adres | Kod funkcji | Dane | Dane | Dane | Suma kontrolna | Suma kontrolna |
| ----- | ----------- | ---- | ---- | ---- | -------------- | -------------- |
|       |             |      | ...  |      |                |                |

- bajty są wysyłane binarnie jako znaki ośmiobitowe
- każda ramka jest poprzedzona odstępem (cisza na linii)> 3,5T (gdzie T oznacza czas transmisji jednego znaku)
- odstępy pomiędzy kolejnymi znakami ramki < 1,5T

## Znaczenie bajtów
adres
0 – adres rozgłoszeniowy
1 – 247 – adres jednostki server
kod funkcji
1 $01 odczyt wyjść bitowych
2 $02 odczyt wejść bitowych
3 $03 odczyt n rejestrów
4 $04 odczyt n rejestrów wejściowych
5 $05 zapis 1 bitu
6 $06 zapis 1 rejestru
7 $07 odczyt statusu
8 $08 test diagnostyczny
15 $0F zapis n bitów
16 $10 zapis n rejestrów
17 $11 identyfikacja urządzenia server
128 – 255 $80–$FF zarezerwowane na odpowiedzi błędne
rejestry i zmienne
Urządzenie jest widziane jako 16-bitowe rejestry Wn.
Typy zmiennych umieszczanych w rejestrach:
bitowe – bity rejestrów W0 W4095
2-bajtowe – całe rejestry Wn
4-bajtowe – sąsiednie rejestry Wn ; Wn+1
zalecenie
W celu ułatwienia przesyłania danych przy pomocy ramek
z funkcja, ”odczyt/zapis n rejestrów” rejestry powinny
zajmować spójny obszar adresowany od 0 do REJmax.

## Diagnoza błędów
Wykrywanie błędów transmisji następuje dzięki kontroli parzystości poprzecznej (bit parzystości znaku) i wzdłużnej (LRC,
CRC).
Wykrywanie i diagnozowanie błędów komunikacji następuje
przez:
- odesłanie przez server ramki z kodem błędu:

01 – niedozwolona funkcja
02 – niedozwolony numer rejestru
03 – niedozwolona wartość danej
04 – uszkodzenie w przyłączonym urządzeniu
05 – potwierdzenie pozytywne
06 – brak gotowości, komunikat usunięty
07 – potwierdzenie negatywne
08 – błąd parzystości pamięci
- przekroczenie czasu oczekiwania na odpowiedź (timeout w jednostce client) – server nie odsyła odpowiedzi przy błędach w ramce żądania